# Polen op de Olympische Winterspelen 1936
Tijdens de Olympische Winterspelen van 1936, die in Garmisch-Partenkirchen (Duitsland) werden gehouden, nam Polen voor de vierde keer deel.

## Deelnemers en resultaten

### Alpineskiën
| Olympiër          | Discipline     | Resultaat | Prestatie                                           |
| ----------------- | -------------- | --------- | --------------------------------------------------- |
| Bronisław Czech   | combinatie (m) | 20e       | 79,41 punten afdaling: 5.46,4 slalom: 1.30,4+1.42,9 |
| Karol Zając       | combinatie (m) | 28e       | 74,87 punten afdaling: 6.20,6 slalom: 1.35,0+1.42,5 |
| Fedor Weinschenck | combinatie (m) | 32e       | 65,67 punten afdaling: 6.26,0 slalom: 1.56,6+2.21,2 |

### Langlaufen
| Olympiër                                                              | Discipline            | Resultaat | Prestatie                               |
| --------------------------------------------------------------------- | --------------------- | --------- | --------------------------------------- |
| Michał Górski                                                         | 18 km (m)             | 22e       | 1:23.11                                 |
| Marian Woyna-Orlewicz                                                 | 18 km (m)             | 32e       | 1:25.27                                 |
| Bronisław Czech                                                       | 18 km (m)             | 33e       | 1:25.55                                 |
| Stanisław Karpiel                                                     | 18 km (m)             | 41e       | 1:27.31                                 |
| Stanisław Karpiel                                                     | 50 km (m)             | 26e       | 4:06.26                                 |
| Michał Górski Marian Woyna-Orlewicz Stanisław Karpiel Bronisław Czech | 4x10 km estafette (m) | 7e        | 2:58.50 (46.37 / 42.55 / 44.35 / 44.43) |

### Noordse combinatie
| Olympiër              | Discipline | Resultaat | Prestatie                                                       |
| --------------------- | ---------- | --------- | --------------------------------------------------------------- |
| Stanisław Marusarz    | mannen     | 7e        | 393,3 punten 18 km: 184,4 (1:25.27) schans: 208,9 (51,0+50,0 m) |
| Bronisław Czech       | mannen     | 16e       | 375,0 punten 18 km: 181,9 (1:25.55) schans: 193,1 (46,0+45,5 m) |
| Marian Woyna-Orlewicz | mannen     | 24e       | 363,8 punten 18 km: 184,4 (1:25.27) schans: 179,4 (41,0+45,0 m) |
| Andrzej Marusarz      | mannen     | 32e       | 345,5 punten 18 km: 153,4 (1:31.30) schans: 192,1 (46,0+47,0 m) |

### Schaatsen
| Olympiër          | Discipline   | Resultaat | Prestatie |
| ----------------- | ------------ | --------- | --------- |
| Janusz Kalbarczyk | 5000 m (m)   | 12e       | 8.47,7    |
| Janusz Kalbarczyk | 10.000 m (m) | 9e        | 17.54,0   |

### Schansspringen
| Olympiër           | Discipline | Resultaat | Prestatie                  |
| ------------------ | ---------- | --------- | -------------------------- |
| Stanisław Marusarz | mannen     | 5e        | 221,6 punten (73,0+75,5 m) |
| Andrzej Marusarz   | mannen     | 21e       | 203,7 punten (66,0+66,0 m) |
| Bronisław Czech    | mannen     | 33e       | 193,0 punten (62,5+63,5 m) |

### IJshockey
| Olympiër | Discipline | Resultaat | Prestatie                                                                |
| --- | ---------- | --------- | ------------------------------------------------------------------------ |
| Józef Stogowski Henryk Przeździecki Witalis Ludwikczak Kazimierz Sokołowski Czesław Marchewczyk Adam Kowalski Andrzej Wołkowski Edmund Zieliński Władysław Król Mieczysław Kasprzycki Roman Stupnicki | mannen     | 13e       | voorronde: 1-8 Polen - Canada 1-2 Polen - Oostenrijk 9-2 Polen - Letland |

Australië · België · Bulgarije · Canada · Duitsland · Estland · Finland · Frankrijk · Griekenland · Groot-Brittannië · Hongarije · Italië · Japan · Joegoslavië · Letland · Liechtenstein · Luxemburg · Nederland · Noorwegen · Oostenrijk · Polen · Roemenië · Spanje · Tsjecho-Slowakije · Turkije · Verenigde Staten · Zweden · Zwitserland